# River Deep – Mountain High
River Deep – Mountain High ist ein Lied des US-amerikanischen Musikerpaares Ike & Tina Turner. Der Titel wurde von dem Produzenten Phil Spector mit Jeff Barry und Ellie Greenwich geschrieben und erschien 1966 als erste Single aus dem gleichnamigen Album des Musikduos. Kommerziell vor allem in Europa erfolgreich, gilt das Musikstück als Höhepunkt der von Spector entwickelten Wall-of-Sound-Produktionstechnik sowie als eine der besten Gesangsleistungen Turners.

## Vorgeschichte

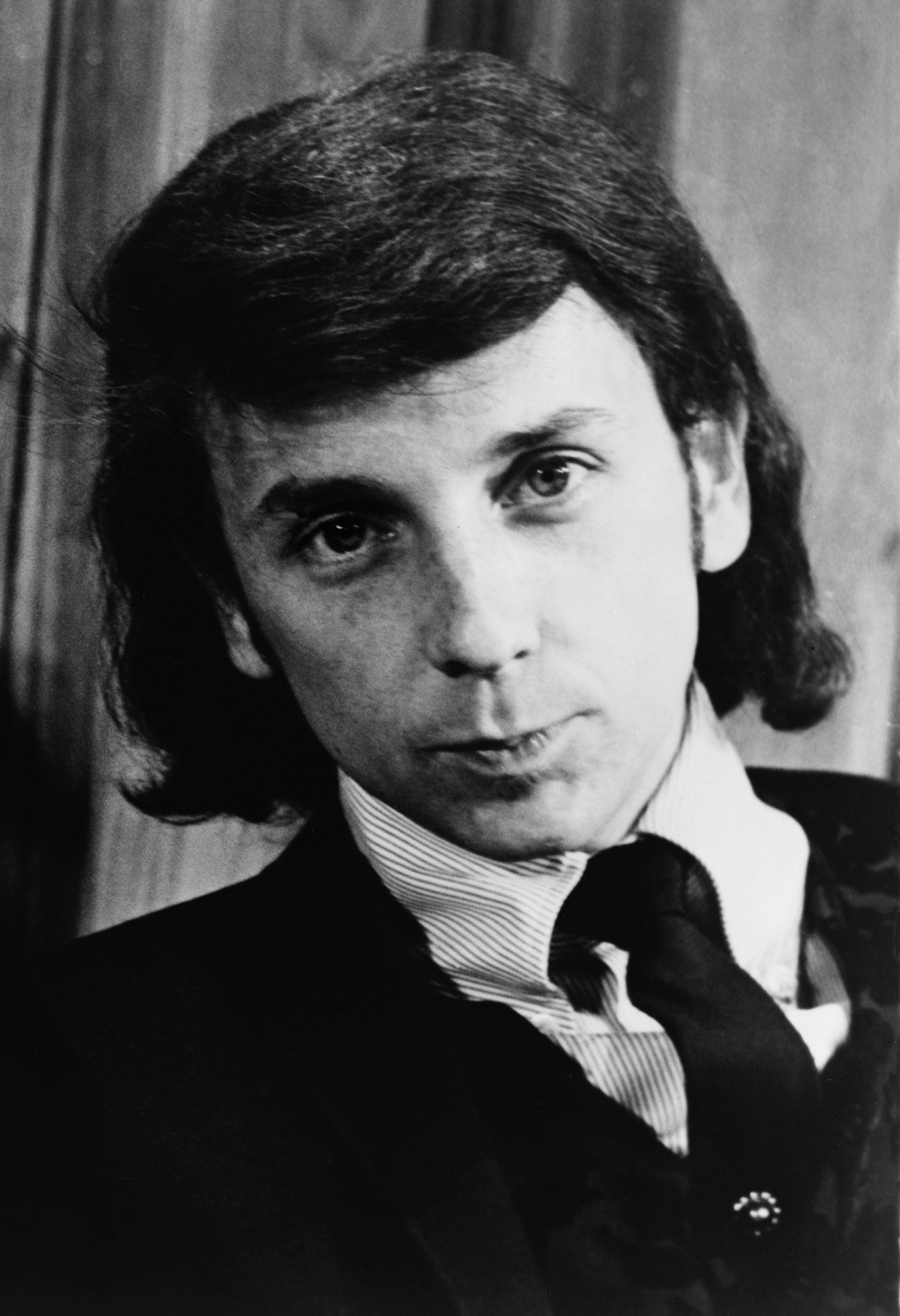
Phil Spector (1965)

Nachdem der Musikproduzent Phil Spector einen Auftritt von Ike & Tina Turner in einem Klub auf dem Sunset Strip gesehen hatte, lud er das Duo ein, Teil des Konzertfilms The Big T.N.T. Show zu sein. Spector war beeindruckt von Tina Turner und wollte ihre Stimme mit The Wrecking Crew und seiner charakteristischen Wall-of-Sound-Technik aufnehmen. Er besuchte Ike Turner zuhause und bat ihn darum, seine Frau allein produzieren zu dürfen. Turner willigte unter der Bedingung ein, dass auf dem Plattencover Ike & Tina Turner stünde. Weil die beiden bei Loma Records unter Vertrag standen, bot Spector dem Plattenboss und Manager des Duos, Bob Krasnow, eine Ablöse von 20.000 Dollar. In der Folge unterschrieben Ike & Tina Turner einen Plattenvertrag bei Spectors Philles Records.

## Produktion
Der erste Titel, den Tina Turner im Frühling 1966 für Philles Records in den Gold Star Studios aufnehmen ließ, war River Deep – Mountain High. Das von Phil Spector mithilfe des Ehepaares Jeff Barry und Ellie Greenwich komponierte und getextete Musikstück kostete die damalige Rekordsumme von 22.000 Dollar und erforderte den Einsatz von 21 Studiomusikern.
Nach mehreren Proben und zwei Sessions, in denen die Musiker einen Backing-Track erarbeitet hatten, fand sich Turner am 7. März erstmals im Studio ein, konnte Spector mit ihrem Gesang aber nicht überzeugen. In der folgenden Woche kehrte sie in Begleitung von Ike zurück. Spector, der für seinen Perfektionismus und bisweilen tyrannische Umgangsformen bekannt war, ließ Turner den Song zahlreiche Male und stundenlang einsingen, bis er sich mit den Aufnahmen zufrieden zeigte. Die Sängerin erinnerte sich später an die mühsame Erfahrung:

“I must have sung that 500,000 times. I was drenched with sweat. I had to take my shirt off and stand there in my bra to sing.”

„Ich muss das 500.000 Mal gesungen haben. Ich war schweißgebadet. Ich musste mein Shirt ausziehen und stand im BH da, um zu singen.“

Als Studiomusiker der Wrecking Crew waren an der Aufnahme unter anderem Glen Campbell an der Gitarre, Leon Russell am Keyboard und Earl Palmer am Schlagzeug beteiligt. Clydie King und Darlene Love sind als Teil des Hintergrund-Chores zu hören. Während seiner Laudatio anlässlich der Aufnahme von Ike & Tina Turner in die Rock and Roll Hall of Fame erzählte Spector 1991, er habe Ike eingeladen, auf dem Track Gitarre zu spielen, dieser sei aber angesichts der Anwesenheit derart vieler Musiker überfordert gewesen und habe letztlich auf eine Mitwirkung verzichtet. Beach-Boys-Mastermind Brian Wilson soll als völlig gebannter Zuseher im Studio gewesen sein und kein Wort gesagt haben.
Die Aufnahme wurde 1993 für das Biopic Tina – What’s Love Got to Do with It? mit Angela Bassett als Tina Turner dramatisiert.

## Rezeption
Der Titel erhielt bereits bei seiner Veröffentlichung hervorragende Kritiken. Im Billboard Magazine hieß es, die „aufregende Tanzbeat-Produktion“ würde „Tinas heulenden Gesang in einer soliden Rocknummer unterstützen“. Die Zeitschrift Record World sagte voraus, dass River Deep – Mountain High in Zukunft als „klassischer Phil-Spector-Titel“ wahrgenommen werden würde. Anlässlich der Wiederveröffentlichung 1969 nannte dieselbe Publikation das Lied „die vielleicht größte Single aller Zeiten“. Kommerziell blieb der Titel hinter den Erwartungen zurück. In den Billboard Hot 100 kam er nicht über Platz 88 hinaus, woraufhin die US-Albumveröffentlichung aufgeschoben wurde. Spector war von dem Misserfolg so desillusioniert, dass er sich für zwei Jahre vollständig aus dem Musikgeschäft zurückzog. Ike Turner vermutete rassistische Gründe hinter dem mangelnden Erfolg:

“If Phil had released the record and put anybody else’s name on it, it would have been a huge hit. But because Tina Turner’s name was on it, the white stations classified it an R&B record and wouldn’t play it. The white stations say it was too black, and the black stations say it was too white, so that record didn’t have a home.”

„Hätte Phil den Titel unter irgendeinem anderen Namen veröffentlicht, wäre er ein Riesenhit geworden. Weil aber Tina Turners Name draufstand, stuften ihn die weißen Radiosender als R&B ein und spielten ihn nicht. Die weißen Sender sagten, er wäre zu schwarz, und die schwarzen Sender sagten, er wäre zu weiß, sodass der Titel kein Zuhause hatte.“

Autor Michael Billig spekulierte, dass River Deep – Mountain High entgegen dem Erfolg früherer Songs, die schwarzen Gesang mit einem weißen Pop-Sound gemischt hatten, nicht dem Zeitgeist der schwarzen Politbewegung 1966 entsprach, die Afroamerikaner dazu ermutigte, ihre eigene Kultur zu zelebrieren. In Europa erschien die Single bei London Records, war Nummer eins in Spanien und erreichte Platz drei im Vereinigten Königreich. Dort wurde sie 2023 mit einer Goldenen Schallplatte für 400.000 verkaufte Einheiten ausgezeichnet.
1999 wurde der Song in die Grammy Hall of Fame aufgenommen, die Rock and Roll Hall of Fame listete ihn als einen der 500 Songs That Shaped Rock and Roll. 2004 reihte der Rolling Stone den Titel auf Platz 33 seiner 500 besten Songs aller Zeiten. In einer ähnlichen Auflistung des NME belegte das Lied Platz 37. George Harrison lobte den Titel in den höchsten Tönen und nannte ihn eine „perfekte Platte von Anfang bis Ende“, die man nicht verbessern könne.

### Chartplatzierungen
| ChartsChartplatzierungen       | Höchstplatzierung | Wochen |
| ------------------------------ | ----------------- | ------ |
| Vereinigtes Königreich (OCC)   | 3 (20 Wo.)        | 20     |
| Vereinigte Staaten (Billboard) | 88 (4 Wo.)        | 4      |

### Auszeichnungen für Musikverkäufe
| Land/Region                  | Auszeichnungen für Musikverkäufe (Land/Region, Auszeichnung, Verkäufe) | Verkäufe |
| ---------------------------- | ---------------------------------------------------------------------- | -------- |
| Vereinigtes Königreich (BPI) | Gold                                                                   | 400.000  |
| Insgesamt                    | 1× Gold ·                                                              | 400.000  |

## Coverversionen
Eine der ersten Coverversionen des Liedes stammt von der Band Deep Purple, die 1968 für ihr zweites Studioalbum The Book of Taliesyn eine zehnminütige Progressive-Rock-Version einspielte. Ein Edit wurde im folgenden Jahr als US-Single ausgekoppelt. Ebenfalls 1968 sang Eric Burdon & The New Animals eine mit 7:23 doppelt so lange Version als Hymne an Tina Turner (auf dem Album Love Is). Zwei Jahre später spielten die Gruppen The Supremes und The Four Tops eine gemeinsame Version ein, die von Ashford & Simpson produziert wurde und auf dem Album The Magnificent 7 erschien. Mit Platz 14 in den Billboard Hot 100 kletterte die Single in den US-Charts so hoch wie keine andere Version von River Deep – Mountain High.
Céline Dion coverte den Titel mehrmals live, ehe sie ihn 1996 für ihr Album Falling into You im Studio aufnahm. Dabei ersetzte Jim Steinman Phil Spector als Produzent, woraufhin sich letzterer abfällig über seinen Nachfolger äußerte und diesen als „schlechte Kopie“ von sich selbst bezeichnete.
Amber Riley und Naya Rivera sangen das Lied in Episode vier, Staffel zwei, der Fernsehserie Glee und erreichten mit ihrer Aufnahme Platz 41 der Billboard Hot 100. Christina Aguilera coverte den Song 2021 im Rahmen der Aufnahmezeremonie in die Rock and Roll Hall of Fame, Beyoncé sang ihn nach Tina Turners Tod mehrmals während ihrer Renaissance World Tour.
| ChartsChartplatzierungen       | Höchstplatzierung | Wochen |
| ------------------------------ | ----------------- | ------ |
| Vereinigtes Königreich (OCC)   | 11 (10 Wo.)       | 10     |
| Vereinigte Staaten (Billboard) | 14 (… Wo.)        | …      |